# Xã Bronson, Quận Huron, Ohio
Xã Bronson (tiếng Anh: Bronson Township) là một xã thuộc quận Huron, tiểu bang Ohio, Hoa Kỳ. Năm 2010, dân số của xã này là 1.973 người.